# Okolica (obwód grodzieński)
Okolica (biał. Аколіца, Akolica; ros. Околица, Okolica) – wieś na Białorusi, w obwodzie grodzieńskim, w rejonie korelickim, w sielsowiecie Maluszyce, nad Newdą.

## Historia
Pod zaborami i w dwudziestoleciu międzywojennym okolica szlachecka Wołca.
W XIX i w początkach XX w. położona była w Rosji, w guberni mińskiej, w powiecie nowogródzkim, w gminie Rajce.
W dwudziestoleciu międzywojennym leżała w Polsce, w województwie nowogródzkim, w powiecie nowogródzkim, w gminie Rajce. Występowała wówczas pod nazwami Wołca, Wołca-Okolica i Wolca. W 1921 miejscowość liczyła 149 mieszkańców, zamieszkałych w 23 budynkach, w tym 88 Polaków i 61 Białorusinów. 87 mieszkańców było wyznania prawosławnego i 62 rzymskokatolickiego.
Po II wojnie światowej w granicach Związku Sowieckiego. Od 1991 w niepodległej Białorusi.